# Oxelön
Oxelön är ett skär i Åland (Finland). Det ligger i Skärgårdshavet och i kommunen Sund i landskapet Åland, i den sydvästra delen av landet. Ön ligger omkring 13 kilometer nordöst om Mariehamn och omkring 270 kilometer väster om Helsingfors.
Öns area är 1,8 hektar och dess största längd är 180 meter i sydöst-nordvästlig riktning. Närmaste större samhälle är Jomala, 8,1 km sydväst om Oxelön.